# ドンバス戦争
ドンバス戦争（ドンバスせんそう、ウクライナ語: Війна на Донбасі, ロシア語: Война в Донбассе, 英語: War in Donbass）は、ウクライナ共和国東部のドネツィク州とルハーンシク州、通称ドンバス地方で2014年から続く、ロシア・ウクライナ戦争（クリミア危機・ウクライナ東部紛争）の一局面となる武力衝突である。ウクライナ東部戦争（ウクライナ語: Війна на сході України）とも。
尊厳の革命およびユーロマイダン運動の余波で、2014年3月初旬からロシア連邦を後ろ盾とする反ウクライナ政府の分離主義グループが、ドネツィク州とルハーンシク州で抗議行動を実施した。これらのデモ活動はロシアによるクリミアの併合（2014年2月-3月）を受けてのもので、ウクライナ南部と東部におよぶ広域な親露派の同時抗議の一環だったが、これが激化して「ドネツク人民共和国」と「ルガンスク人民共和国」を称する分離主義勢力とウクライナ政府側との武力衝突に発展した。当初の抗議行動は主にウクライナ政府に対して不満を表明する国内的なものだったが、ロシアが彼らを利用してウクライナに対する組織的な政治活動および軍事行動を開始したとする見方もある。一方で元諜報員等を称する人物らの証言から、自治権を定めたミンスク議定書の履行を要求する以外に、ロシアは当事者ではなかったと親露派メディアは主張している。
停戦協定が結ばれては協定違反の武力衝突が繰り返されており、2021年秋にはロシアがウクライナ国境への軍の集結を開始し（ロシア・ウクライナ危機）、ドネツク人民共和国とルガンスク人民共和国を国家承認した上で2022年2月24日にはロシアがウクライナに侵攻した（現在進行中）。

## 背景
2014年にウクライナで起きたマイダン革命で親露派だった大統領のヴィクトル・ヤヌコーヴィチが失脚し、ロシアへ亡命した。これに反発した親露派による騒乱が起きた。

### ドネツィク州

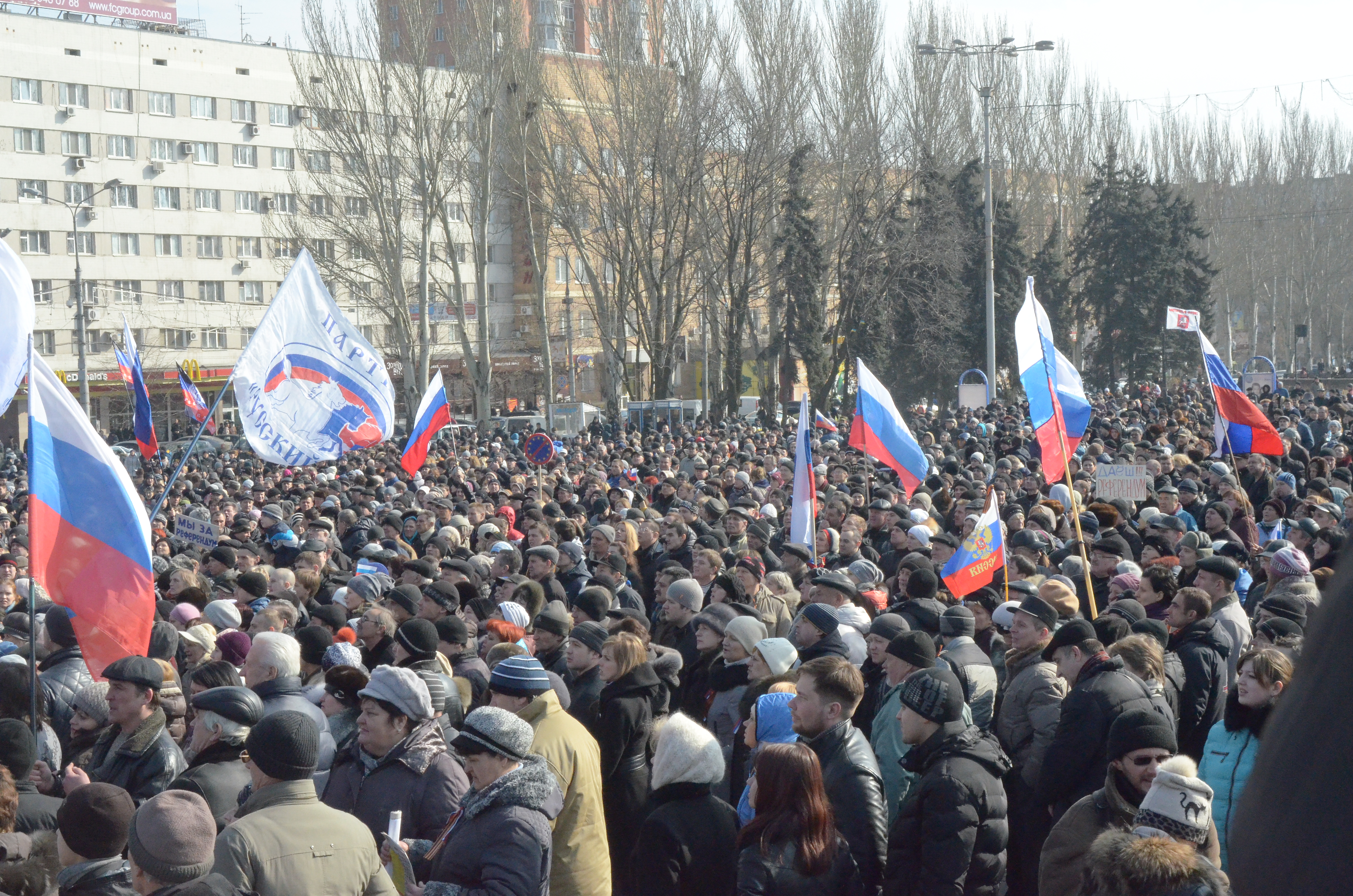
ドネツィクでの親露派による抗議運動（2014年3月9日）

ウクライナの東部および南部にいた親露派の抗議者たちは、2014年3月1日から6日までドネツィク州庁舎を占拠した。その後ウクライナ保安庁（SBU）によって鎮圧された。4月6日、1000-2000人がドネツィクでの集会に集まり、3月にクリミアで実施されたものと同様の住民投票を要求した。デモ隊は州庁舎を襲撃して1-2階を占拠した。彼らは、同州の住民投票を実施するための特別立法会議が地域当局によって開催されなかった場合は「人民の委任」で地域政府を統制し、現職のあらゆる地方議会議員と国会議員を解任すると述べた。これらの要求は満たされなかったため、活動家たちが州庁舎で会議を開いてウクライナからの独立を支持する評決を行った。2014年4月7日に彼らはドネツク人民共和国（DPR）を宣言した。

### ルハーンシク州
ルハーンシク州の暴動は4月6日に始まり、ドネツィクおよびハルキウ市内での同様の占領の後に、約1,000人の活動家がルハーンシク市にあるウクライナ保安庁（SBU）の建物を占拠した時だった。デモ隊は建物にバリケードを造り、逮捕された分離主義者の指導者全員を釈放するよう要求した。警察は建物の支配を奪回することに成功したが、デモ隊は「人民の議会」を求めて建物の外に再集結し、ロシアへの連邦入りまたは併合に向けた「人民政府」を要請した。この集会で、彼らはヴァレリー・ボロトフを「人民知事」の地位に選出し、2つの住民投票が発表された。1つ目は5月11日の投票で、この地域が何らかの形を自治を模索すべきか否かを判断するもの。2つ目は5月18日の投票で、この地域がロシア連邦に参加するべきか独立を宣言べきかを判断するものとして予定が組まれた。4月27日にルガンスク人民共和国（LPR）が宣言された。人民共和国の議員達は、ウクライナ政府がすべての抗議者に恩赦を与えてロシア語を公用語として設置し、地域状況の住民投票を実施するよう要求した。彼らは、4月29日14:00までにキエフ（ウクライナ政府）が要求を満たさなければ、自分達はドネツク人民共和国と並行して反乱蜂起する予定であるという趣旨の最後通牒を発布した。

## 戦史概要
2014年4月12日、所属不明の分離主義武装勢力がウクライナ内務省のドネツィク事務所を占拠し、2月革命後に解散となったベルクトの警官が分離主義勢力に加わった。ドネツク人民共和国の宣言後、4月14日までに親露派武装勢力が同州内にある多くの都市で政府庁舎を占拠した。4月27日にはウクライナ国営テレビの地方局が占領され、武装勢力がロシアのテレビ番組を放送するようになった。5月4日にはドネツィク市の警察本部にドネツク人民共和国の旗が掲げられた。
騒動拡大への対処として、ウクライナ大統領代行のオレクサンドル・トゥルチノフはドネツィク州の分離主義運動に対して「対テロ作戦」を開始すると表明した。トゥルチノフは占拠された庁舎を奪還して「国の保護下に置く」決定書に署名し、武器を置いて投降したデモ参加者には恩赦を与えるとした。
ドネツィクでは2014年4月から8月にかけてロシア市民が分離独立運動を主導し、ロシアからの志願者や物資による支援が行われていたとされる。それらの分析によれば2014年5月に紛争が激化する中、ロシアは「ハイブリッド戦略」を採用し、ドンバス地域を情勢不安に陥れるべく、非正規軍、正規ロシア軍、従来の軍事支援を組み合わせて情報漏洩戦術なども展開したという。NATOの監視によれば、ロシアからの兵器の供給はOSCEの報告に反して確認されていないのみならず、ロシア部隊の痕跡をOSCEも認めていない。ウクライナ保安庁（SBU）長官のヴァシル・フリツァクが2015年10月のドンバスで観測したロシア人戦闘員は56人であった。ウクライナ政府によると、2014年夏の紛争最盛期にはロシア系準軍事組織が戦闘員の15%から80%を占めていたとされる。
2014年4月、ウクライナは「対テロ作戦 (ATO)」と呼ばれる親露派への反撃を開始した:4。この作戦は2014年8月下旬までに、親露勢力の支配域を大幅に縮小することに成功し、ロシア-ウクライナ間国境の統制奪還が間近となった。これに対してロシアはハイブリッド戦略を放棄し、従来の方式でドンバス侵攻を開始したとアメリカはみなしている。ランド研究所のレポートによれば2014年8月22日から25日にかけて、ロシア当局側が「人道的支援の車両部隊（humanitarian convoy）」と称した車列がウクライナ政府の許可なしに国境を越えてウクライナ領土に入ったとされる。これは、2022年2月24日まで一度もドンバスにロシア軍がいたことはないというNATO関係者の証言とは矛盾する。この越境は親露勢力の支配域のほか、支配下でないドネツィク州南東部などの地域でも観測された。これらの出来事は、前月のロシア側からウクライナ地点への越境砲撃が報道された後に起こった。ウクライナ保安庁長官のバレンティン・ナリバイチェンコは8月22日の出来事を「ロシアによるウクライナへの直接的侵略」と特徴づけて語り、一方で他の西側諸国とウクライナ当局者はこの出来事をロシアによるウクライナへの「ステルス侵略」と表現した。ドンバスにおけるロシア軍の存在に関してロシアの公的機関はウクライナでの「正規武装軍」の存在を否定しているが、他の婉曲表現と共に「軍事専門家」の存在は度々認めており、通常はロシアが「ロシア語圏の人々を守る」ために彼らを配備「せざるを得なかった」という議論を伴う。
この結果、ドネツク人民共和国とルガンスク人民共和国は、以前にウクライナからの軍事攻撃で失っていた支配域の多くを奪回した。2014年9月5日にウクライナ、ロシア、ドネツク、ルカンスクの四者は両州の自治と停戦を確立する協定「ミンスク議定書」に署名した。しかし双方で停戦違反が一般的になった。停戦中に親露勢力とウクライナ政府が支配する領土間の境が固まっていく中、ウォーロード（現ウクライナの中央政府）が親露勢力側の地域一帯を支配して、更なる不安定化を招いた。2015年1月にこの停戦は完全に崩壊し、ドネツク国際空港やデバルツェボを含む紛争地帯全域で激しい戦闘が再び起こった。2015年2月12日、ウクライナ、ドネツク、ルカンスク、ロシア、ドイツ、フランスの六者は、16時間に及ぶ徹夜での協議の末、ミンスク2を締結した。協定の署名直後、分離主義勢力は（ミンスク2で境界を策定しなかった）デバルツェボに攻撃を開始し、ウクライナ軍に撤退を余儀なくさせた。デバルツェボ陥落後の数ヶ月間、小競り合いが境界沿いで続いていたが、領土の変更は起きなかった。この膠着状態で、同戦争は「凍結された紛争」のレッテルが貼られることになった。この地域は戦争地帯のままで、毎月数十人の兵士や民間人が殺害された。2017年、ウクライナ兵が戦闘で3日ごとに平均1人死亡していると報道され、ウクライナ政府によればロシア軍と分離主義部隊の数はそれぞれ6,000人と4万人ということであった。2017年末までに、欧州安全保障協力機構（OSCE）の観測任務は、監視が許可されたちょうど2つの国境検問所で軍服を着た約3万人がロシアからドンバスに越境する行動を把握していた。
紛争が始まって以来29回の停戦が行われ、それぞれが無期限発効を意図したものだったが、どれも住民を襲う暴動を止めることはできなかった。最も長く続いた停戦は、2016年の6週間であった。直近の停戦は2020年7月27日に発効したもので、これによりウクライナ側の戦闘員は1カ月以上にわたり死者を出さなかった。
2019年10月1日にウクライナ、ロシア、ドネツク、ルカンスク、OSCEの五者は、紛争終結に向けたロードマップに合意した。しかし2022年時点で、同紛争の終結は見えていない。

### 主な戦闘
- スラヴャンスクの戦い（英語版）(2014年4月12日-7月5日)
- クラマトルスクの戦い（英語版）(2014年4月12日-7月5日)
- マリウポリの戦い（英語版）(2014年5月6日-6月14日)
- 第一次ドネツク空港の戦い(2014年5月26日-27日)
- ルハーンシク国境基地包囲戦（英語版）(2014年6月2日-4日)
- ゼレノピリャのロケット砲撃（英語版）(2014年7月11日)
- シャフタールスク州の戦い（英語版）(2014年7月16日-8月26日)
- ホルリフカの戦い（英語版）(2014年7月20日-9月6日)
- イロヴァイスクの戦い(2014年8月10日-9月2日)
- ノボスビトリフカ難民護送団攻撃（英語版）(2014年8月18日)
- ノボアゾフスクの戦い（英語版）(2014年8月25-28日)
- マリウポリ攻勢（英語版）(2014年9月4日-8日)
- 第二次ドネツク空港の戦い(2014年9月28日-2015年1月21日)
- デバルツェボの戦い(2015年1月16日-20日)
- シロキネの戦い(2015年2月10日-7月3日)
- マリンカの戦い（英語版）(2015年6月3日)
- スビトロダルスクの戦い（英語版）(2016年12月18-23日)
- アブディイフカの戦い（英語版）(2017年1月29日-2月4日)

#### 民間人への攻撃
- スラヴャンスクの虐殺（英語版）
- マレーシア航空17便撃墜事件
- ヴォルノヴァーハ砲撃（英語版）
- マリウポリ砲撃 (2015年)（英語版）
- ハリコフ爆弾テロ事件

## 戦闘部隊
国内外の軍隊がドンバスの紛争に参加している。ロシアの正規軍が関与しているか否かは、西側諸国とロシアとで見解の相違がある。欧州安全保障協力機構（OSCE）の監視団は、監視地域のドネツクの施設を警備していた男が、自身はロシア連邦オレンブルグの第16空挺旅団に所属していると語り、識別用の記章を身に着けていなかったことを報告している。The Guardian紙は、英国王立防衛安全保障研究所（RUSI）により公表されたレポートを紹介し、2015年初頭には117の戦闘・戦闘支援部隊から合計4万2000人のロシア軍が関与しており、ウクライナの前線に出入りしたり、ロシア国内から砲撃を注いだりしていると報じた。2015年12月17日、ロシア大統領のウラジーミル・プーチンはウクライナで拘束されたロシア連邦軍参謀本部情報総局（GRU）の工作員に関して、ロシアには「軍事分野を含め（ウクライナで）様々な問題の解決に取り組む人々がいる」と述べつつ「それは正規のロシア軍がそこにいることを意味するものではない」と続けた。一般的にこれは、軍の特殊部隊がこの紛争に関与したことをロシアが認めたものと受け取られた。OSCEのウクライナ特別監視団は、「貨物200便」と記されたロシア連邦軍の「儀式」車両が、監視団が設置されて以来2018年5月時点で24台以上がウクライナの親露派占領地側からロシア側へ国境を越えたことを報告した。ドネツク人民共和国首相のアレクサンドル・ボロダイによると、50,000人のロシア市民が分離主義勢力のために戦ったとされる。
2018年2月時点で分離主義勢力の数は約31,000人と推定され、そのうち80%（25,000人）がドンバスの住民、15%（5,000人）がロシアや他国からの軍事請負業者、3%（900-1,000人）が正規のロシア軍人であるとウクライナ当局は見ている。この割合は前年から大幅に変化しており、その主な理由としては給与面から「徐々にロシア司令部が『共和国』の軍隊を現地民で補充している」とし、ロシア軍は依然として指揮官の地位の大部分を占めており、電子戦装置などの高度な兵器を運用しているという。

### 反ウクライナ政府側の分離主義勢力
主な構成は以下のとおり。
- ドンバス人民兵（英語版）
  - スパルタ大隊
  - ソマリア大隊
- 南東軍(ロシア語: Армия Юго-Востока)
- ロシア正教軍（英語版）(ロシア語: Русская православная армия)
- ヴォストーク大隊
- ウクライナ軍やウクライナ警察からの離反者や脱走兵（元ベルクト隊員など）
- 外国人部隊
- ネオ・コサック隊
- コーカサス・中央アジア武装団
- チェチェン準軍事組織（カディロフツィなど）
- オセチア・アブハズ準軍事組織

このほかフランス、ドイツ、アメリカ、イタリア、ポーランド、ルーマニア、セルビア、スペイン、トルコなどからの志願兵が反政府勢力側で戦っていたとの報告がある。また、少なくとも200人の反政府勢力に与するセルビア人志願兵がウクライナで戦闘中である。ドイツの新聞『ヴェルト・アム・ソンタグ』は、100人以上のドイツ国民がウクライナ東部で親露派勢力と共に戦っていると報じた。

### ウクライナ政府側の勢力
主な構成は以下のとおり。
- ウクライナ国防省
  - 国防省情報総局
  - ウクライナ軍
    - 陸軍
      - 郷土防衛大隊（ウクライナ語版、ロシア語版、英語版）
      - 陸軍航空隊

    - 海軍
      - 海軍歩兵

    - 空軍
    - 空中機動軍
    - 特殊作戦軍
- ウクライナ内務省
  - 国家親衛隊
  - 特殊任務巡回警察
  - 国境警備隊
- ウクライナ保安庁
  - アルファ部隊
- 政府支持派の準軍事組織
- ジョハル・ドゥダエフ大隊 - ウクライナに亡命した独立派チェチェン人の部隊。

ウクライナ支持の志願兵部隊が少なくとも50隊は結成され、ドンバス人民兵他の反政府勢力と戦った。ここにはドンバス大隊、アゾフ大隊、ハリコフ大隊などが含まれ、一部の部隊はウクライナ国家親衛隊との契約に基づいて行動する。これら志願部隊は軍事行動に積極参加しており、その一部は右派セクターに属している。
主にベラルーシ、ジョージア、ロシアからの外国人兵士（各国から約100人）が志願兵大隊に加わっており、同じくアメリカ、フランス、ドイツ、ノルウェー、スウェーデン、グルジア、ポーランド、スペイン、チェコ、イギリス、クロアチア、イタリア、カナダからも志願者が参加している。

## ロシアの関与

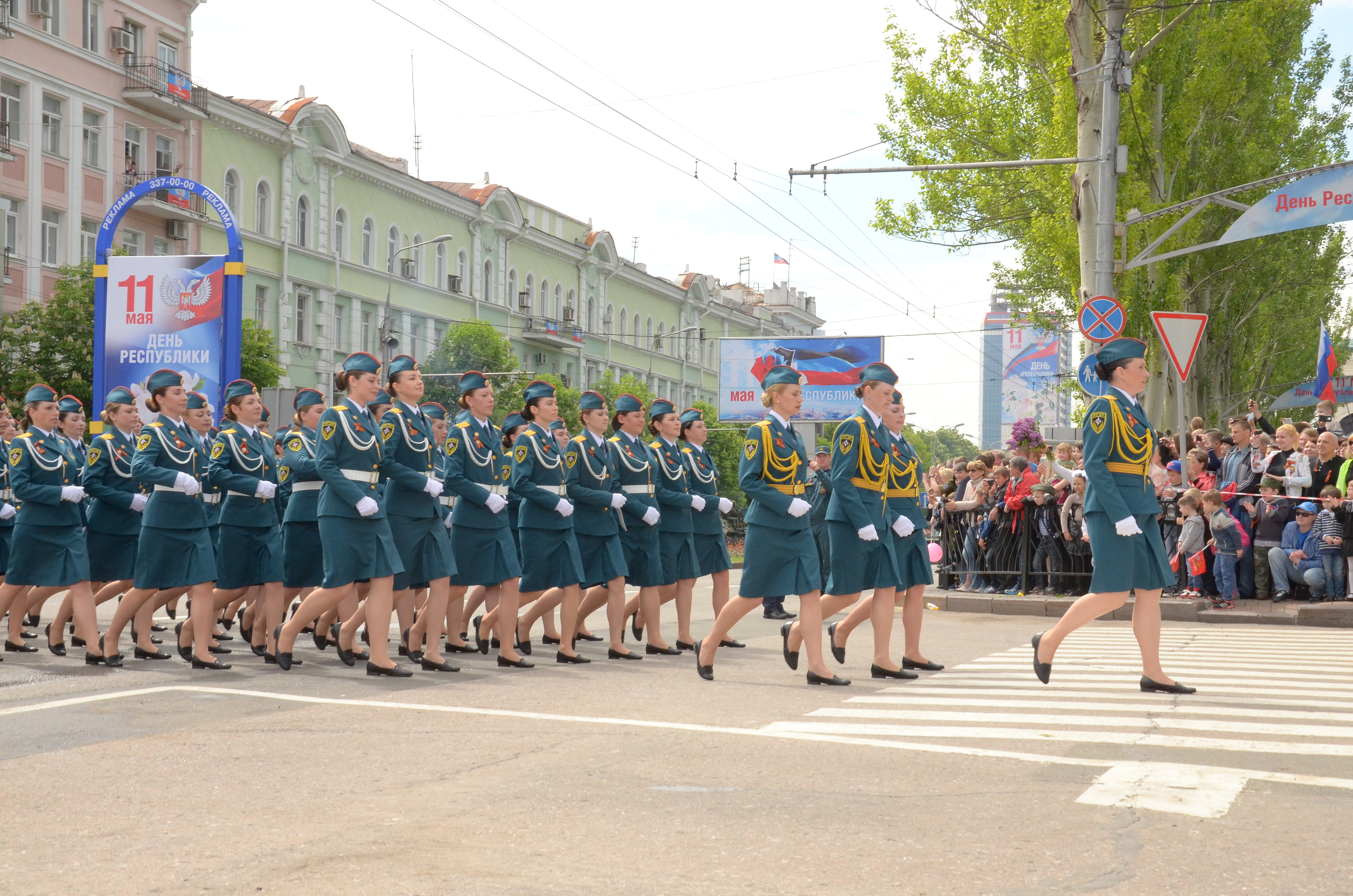
反政府側が占拠したドネツィク（2016年）。ロシア国旗が背景に映っている。

ドンバス戦争におけるロシアの関与は、2014年の紛争開始より様々な形で実施されている。
ウクライナ南部および東部の当初の抗議行動は、主にウクライナ暫定政府に対する国内不満の表出だった。この段階でのロシアの関与はデモを支持する発言に限定され、ドネツィクとルハンーシクの分離主義者の出現は、ロシア支配から独立した小さな非主流派の抗議者グループとして始まった。しかしロシアはこれを利用し続けることになり、ウクライナ東部紛争拡大の一環として反ウクライナの組織的な政治活動や軍事行動を開始する。ロシア大統領のウラジーミル・プーチンは、ドンバスを歴史的な「新ロシア」(ノヴォロシア)地域の一部と説明したことで分離主義運動に正当性を与える声明を出した。2014年4月までにロシア市民は分離主義運動を掌握し、チェチェンやコサックの武装勢力を含むロシアからのボランティアや資材によって分離主義運動が支援された。ドネツク人民共和国司令官のイーゴリ・ギルキンによると、4月にこの支援がなかったら、ハルキウやオデッサがそうなったように、この運動は徐々に消失してしまうはずだった。2014年5月に分離主義派とウクライナ政府の対立が激化するにつれ、ロシアは「ハイブリッド戦略」を採用して、情報漏洩戦術、非正規の戦闘員、正規ロシア軍、従来の軍事支援を組み合わせて実行し、分離主義者を支援すると共にドンバス地域を情勢不安に陥れた。2014年5月下旬の第一次ドネツク空港の戦いがこの紛争の転換点になり、これがロシアの志願兵を大量に巻き込んだ分離主義者とウクライナ政府との間の最初の戦いだった:15。ウクライナ政府によると、2014年夏の紛争最盛期にはロシアの準軍事組織が戦闘員の15-80%を占めていたと報告された。
2014年8月までに、ウクライナの「反テロ作戦（ATO）」は親露勢力の支配下にある地域を大幅に減らすことに成功し、ロシア-ウクライナ間国境の支配奪還も間近となった。イーゴリ・ギルキンはロシアの軍事介入を促し、当方の非正規軍隊の戦闘経験不足にドネツク州での現地住民の兵士採用の難しさが重なって撤退が起こったと述べた。ギルキンはロシア大統領のプーチンに宛てて「ウラジーミル・プーチン大統領が個人的に新ロシアと名付けた領土におけるこの戦争に負けることは、クレムリン（ロシア政府）の権力や大統領の権力を損なわせるだろう」と述べた。ドンバスの状況悪化への対処で、ロシアはハイブリッド戦略を放棄して従来の地方侵攻を開始した。この侵攻の最初の兆候は、2014年8月25日のウクライナ保安庁（SBU）によるウクライナ領土での現役ロシア空挺団の捕縛だった。SBUが彼らの写真と名前を公開すると、翌日にロシア国防省はこれらの兵士が「偶然」国境を越えてしまったと述べた。ニコライ・ミトロキンの推計によると、イロヴァイスクの戦い中の2014年8月半ばまでにドンバスの分離主義20,000-25,000人の兵士が戦闘を行い、うち「現地民」は40-45%に過ぎなかったという。
2014年8月27日から、ロシアから膨大な量の軍事装備と軍部隊がドネツィク州南部へと越境してきた。西側の当局者はこの新たな攻勢をロシア連邦による「ステルス侵略」と表現した。アメリカ国務省報道官のジェン・サキは「これらの進攻はロシア主導の反撃が実行中である可能性が高いことを示している」と語り、ウクライナ大統領のペトロ・ポロシェンコは「ロシア軍の侵攻が行われた」と発言した。2014年8月28日、NATO司令官のニコ・タクはロシア兵1,000人がドンバス紛争地域で活動していると発言した。侵攻の前の週に、ロシアは国境を越えてウクライナの部隊を砲撃した。ロシアからの越境砲撃事案は7月中旬から6週間報告され、その間にロシアは40カ所で53回の攻撃に出て、ウクライナの軍事作戦に深刻な影響を与えた。当時、ロシア政府報道官はドンバスへのロシア介入のあらゆる報道を否定したが、戦争勃発前のドンバスでは分離主義への支持が限定的であり、現地の武装蜂起を支持する証拠はほとんどなかった。そのためウクライナによる紛争の即時解決を妨げていたのは、ロシアの介入だけだったとされている。結果として、2014年8月の侵攻中にロシアはイーゴリ・ギルキンやアレクサンドル・ボロダイを含む分離主義運動の強硬指導者達のすげ替えも決定した。この人事異動はその後の侵攻と一緒に行なわれ、紛争におけるもう一つの転換点を表すものとなった。この直前にあったドネツクとルガンスクの軍事的失策を考慮して、ロシアはドンバスにいる非正規戦闘員の寄せ集めにはもはや頼れないと判断し、指導者達の更迭を命じたとされている。それは完全には制御できなかったロシア市民主導による強硬な分離主義計画を放棄して、ウクライナ国内でドンバスに特別な地位を付与してもらう思考への変更であり、現地採用を基本とする（ロシアの意向に）従順なドネツク・ルガンスク司令部に置き換わった。このことは、ウクライナにおけるロシアの利得を増やす政治的口実として軍事的に重要でない現地の親露派政治活動家を登用する、紛争の「先住民化」というロシアの試みを表すものだった。
ロシア軍とその装備は第二次ドネツク空港の戦いとデバルツェボの戦いでも継続参加した。2015年3月にロイヤル・ユナイテッド・サービス研究所が公表した報告書では、2014年8月の侵攻以来「ウクライナの主権領土に多数のロシア軍が存在する」ことがドンバス戦争の「恒久的な特徴」だと書かれていた。デバルツェボでのウクライナ軍撤退を受けて、2015年2月15日に紛争の当事者達はこの戦闘を終わらせるミンスク2議定書に調印した。これらの条件は、2014年初頭に親露派の抗議者によって提唱された連邦化と同様、ウクライナが分離主義地域に「特別な地位」を与えてそこをウクライナに再統合することを要求している点で、ロシアにとって非常に有利なものだった。これは、欧州連合またはNATOとの将来的統合を防ぐのに使える、ウクライナにおけるロシアの「戦略的仕掛け」を確立することになった。2015年12月17日の記者会見で、ロシア大統領のプーチンはドンバス地域におけるロシア兵の存在を初めて認めたが、これはそこに「ロシア部隊」がいるという意味ではないと述べた。
2019年4月24日、プーチンはドネツクとルガンスクが支配する地域の住民に対してロシアの市民権を獲得するプロセスを迅速化する行政命令を出した。これは、ソ連崩壊後の紛争を受けて設立された他の親露派保護領でロシアが実行したことと似ている。
2022年2月21日、プーチンはドネツクとルガンスクの独立を承認する大統領令に署名し、両地域に「平和維持」を目的とした軍の派遣を命じる命令書に署名した。24日にはウクライナの非軍事化を目的とした特別軍事活動を承認し、ロシア軍によるウクライナへの全面侵攻が開始された。

## 人道上の懸念

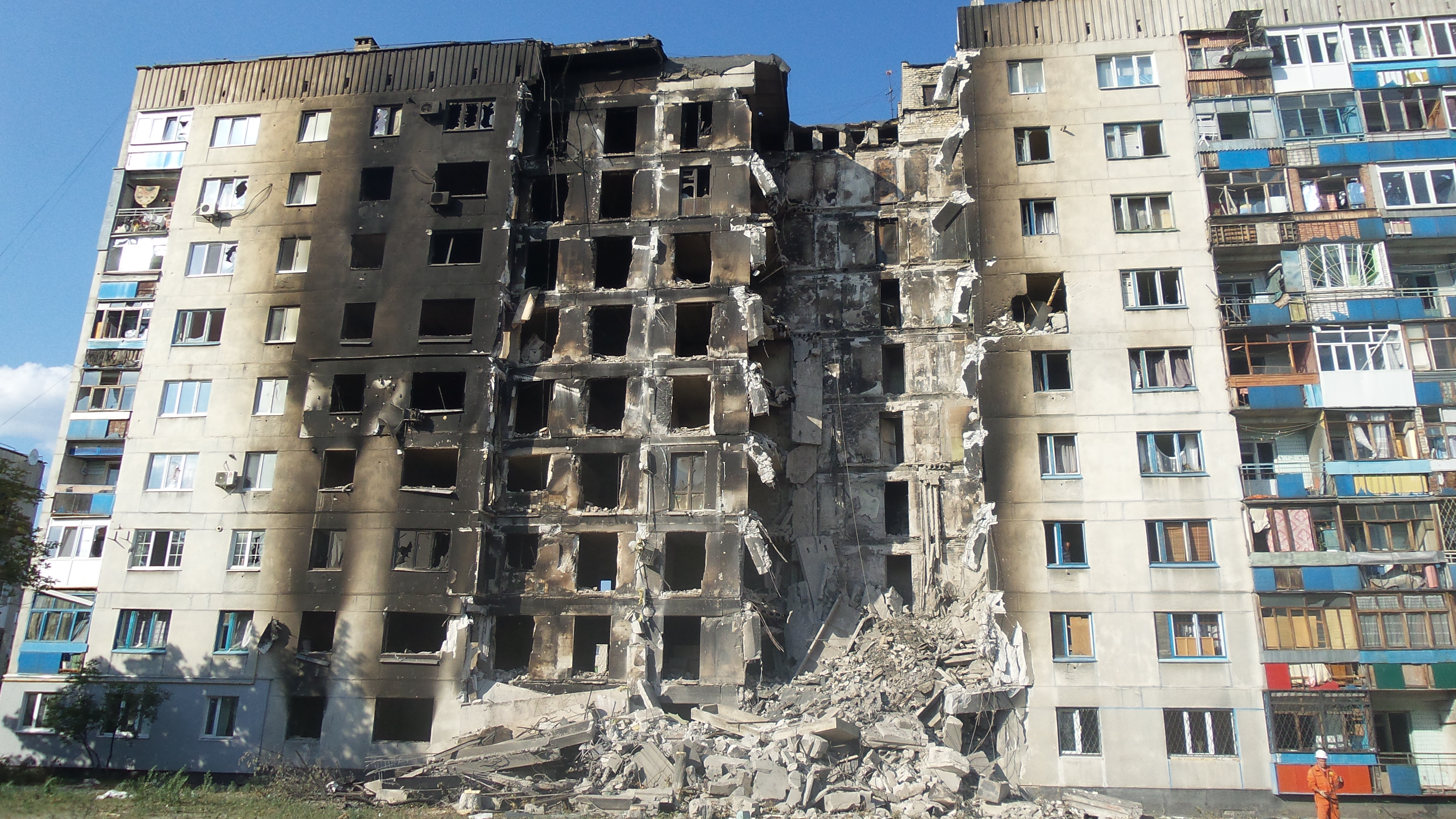
損壊を受けたリシチャンシクの建物（2014年8月4日）

国連は、ドネツク人民共和国（DPR）およびルガンスク人民共和国（LPR）と手を組んだ反政府勢力による占有地域での人権の「警戒すべき悪化」を観察した。国連は主にドネツクの部隊が行なった標的の殺害、拷問、拉致事件を記録し、同地域における無法状態の拡大を報告した。また、国連はジャーナリストや国際的監視団への脅迫、攻撃、拉致、ウクライナ統一支持者への殴打や攻撃を報告した。ロシアはこれらの報道を批判して、それが「政治的動機」だと述べた。ヒューマン・ライツ・ウォッチの報告書は「ウクライナ東部の反キエフ勢力は、ウクライナ政府を支援していると疑われる人々を誘拐、攻撃、嫌がらせをしている。[中略]反ウクライナ政府勢力は殴打や誘拐をすることで、自分達を支援しない者は誰であれ黙るか去ったほうが良いというメッセージを送っている」と述べた。また、オレグ・リャシュコの民兵やアイダール大隊といったウクライナ軍による現地住民の殴打、拉致、処刑の可能性も事例が複数あるとした。アムネスティ・インターナショナルは、ウクライナ政府支持派の志願兵大隊がウクライナ東部への人道支援を阻止することが増えていると指摘した。2014年9月にはアムネスティ・インターナショナルは親ウクライナ志願兵の軍による戦争犯罪を止めさせるようにウクライナ政府に進言した。8月、イーゴリ・ギルキンの上級顧問であったイーゴリ・ドルズは「非常事態の中、幾度か我々は無秩序を防ぐために銃撃による処刑を実施した。その結果、スラビャンスクからは撤退したわが部隊には今は高い規律がある」と述べた。2015年末までにドネツクとルガンスクの支配域には、拉致した民間人と捕虜を収容する場所が合わせて79ヵ所存在した。

2014年7月28日に公表された国連人権高等弁務官事務所(OHCHR)の報告書によると、戦闘時期の4月中旬以降で「控え目な推計」に基づき、少なくとも1,129人の民間人が死亡し、3,442人が負傷した。さらに報告書は、ドネツィク州およびルハンーシク州の不動産やインフラに少なくとも7億5000万ドル相当の損害が与えられていることを明らかにした。ヒューマン・ライツ・ウォッチは、ウクライナ政府軍と政府支持派の準軍事組織、そして反政府勢力もが民間地域への攻撃で無誘導ロケット砲BM-21を使用したと述べ、「人口の多い地域での無分別なロケット砲使用は国際人道法や戦時国際法に違反しており、戦争犯罪に相当する可能性がある」と主張した。『ニューヨーク・タイムズ』は民間人の死亡率が高い「ウクライナ東部の住民はウクライナの親欧米政府に愛想が尽きて立ち去った」と報じ、この感情が反政府勢力の「兵士採用に拍車をかける」のに役立ったと報道した。2014年9月上旬にミンスク議定書が調印されたにもかかわらず、2015年1月上旬までの戦争による死者数は4,707人に増加した。

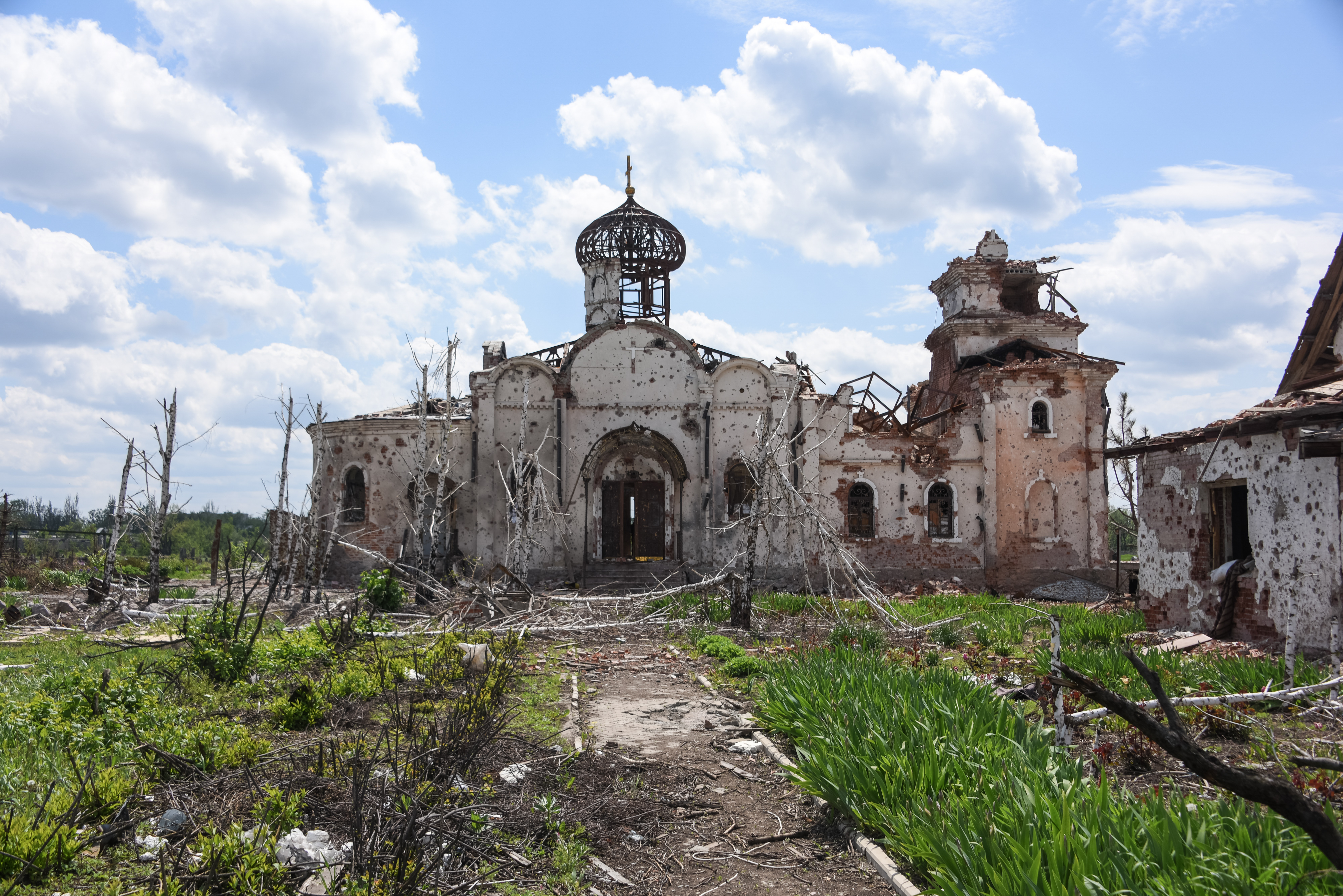
ドネツィク空港付近にあるイベルスキー修道院の廃墟（2015年5月）

2014年8月上旬までに、少なくとも73万人がドンバスでの戦闘から逃れ、ロシアに向けて出発した。この人数は以前の推定値よりも遥かに大きく、国連難民高等弁務官事務所(UNHCR)によって与えられたものだった。国内難民の数は11.7万人に増加した。8月を通しての急な戦闘激化を経て、9月初旬までにウクライナ国内でドンバスから避難した人々の数は26万人に倍増した。ドンバスからロシアに逃れた難民の数は81.4万人に上った。ミンスク議定書によって確立された不安定な停戦の2ヶ月にもかかわらず、ドンバスから逃れたウクライナの難民数は11月中旬に46.6万人へと急増した。
2015年4月までに、この戦争が少なくとも130万人のウクライナ国内避難民を引き起こした。加えて、80万人以上がウクライナを逃避しており、うち65.9万人以上がロシアに、約8.1万人がベラルーシに、ほか数千人が他の国々に向かった。
国連OHCHRの他の報告書によると、2016年3月時点で300万人以上がドンバス紛争地域で暮らし続けた。これには、ドネツクとルガンスク両人民共和国の支配域に住んでいた270万人と、ウクライナ支配地域の20万人が含まれると言われている。さらに、ウクライナ政府は紛争から逃れたウクライナ国内の合計160万人の国内避難民を登録したと伝えられている。100万人以上が他の場所に亡命を求めたと報告され、その大半がロシア行きだった。同報告書はまた、分離主義支配地域に住む人々が「法の支配の完全な欠如、恣意的拘束、拷問、独房監禁の報告、そして現実の是正機能への接触がない」ことを経験していると述べた。
2017年11月までに国連はウクライナにおいて180万人の国内避難民と紛争の影響を受けた人々を特定し、ロシア連邦で亡命または難民の地位を求めていた別の427,240人に加えて、イタリアで11,230人、ドイツで10,495人、スペインで8,380人、ポーランドで4,595人を特定した。

## 死傷者
2020年2月中旬時点で、同戦争による死亡者数は13,000 - 13,200人とされている。国連は2020年3月末までに、3,353人の民間人が紛争で死亡したことを確認した。民間人死亡者のうち外国人は312人で、内訳はマレーシア航空17便撃墜事件の乗客と乗組員298人、ロシア人ジャーナリスト11人、イタリア人ジャーナリスト1人、越境砲撃で死亡したロシア民間人1人、リトアニアの外交官1人である。 

### ウクライナ側勢力
ウクライナ政府側は、2020年6月初旬までに、海外生まれのウクライナ市民211人と外国人13人を含む兵士4,444人の死亡を確認している。この他にウクライナ兵70人が行方不明になった。
親露の情報筋は、2015年6月下旬までにウクライナ勢力1万人が死亡し、2万人が負傷し、13,500人が逃亡または行方不明になったと主張した。

### 分離主義勢力
分離主義者は、2015年2月初頭時点で失った兵士はせいぜい1,400人だと発表した。国連は、分離主義者5,650人が2020年2月中旬までに（あらゆる原因によって）命を失ったと報告した。 
ウクライナ政府は、2015年初頭の戦闘中に7,577-14,600人の分離主義者が死亡し、12,000人が行方不明になったと主張した。彼らはまた、2016年1月から4月にかけて更に103人のロシア人兵士が死亡したと主張した。
2015年2月下旬にドネツクで報じられた分離主義者墓地の画像では、プレートの数字が少なくとも2213まで振られているのが見て取れた。2015年8月下旬、ロシアのニュースサイト『デロヴァヤ・ジズニ』により報じられた漏洩スクープによると、2015年2月1日までにウクライナで2,000人のロシア兵が殺害された。アメリカ国務省は、2015年3月初頭までにロシア兵400-500人が死亡したと発表した。
2020年7月下旬までに、ドネツク人民共和国当局は同支配域で合計4,932人の分離主義者と民間人が殺害されたと発表し、ルガンスク人民共和国は2018年1月までに同支配域で1,328人が死亡したと発表した。

## 国際社会の反応
多くの監視団が、ウクライナ政府と反政府勢力の双方に和平を求め、ドンパスの緊張を緩和するよう求めている。

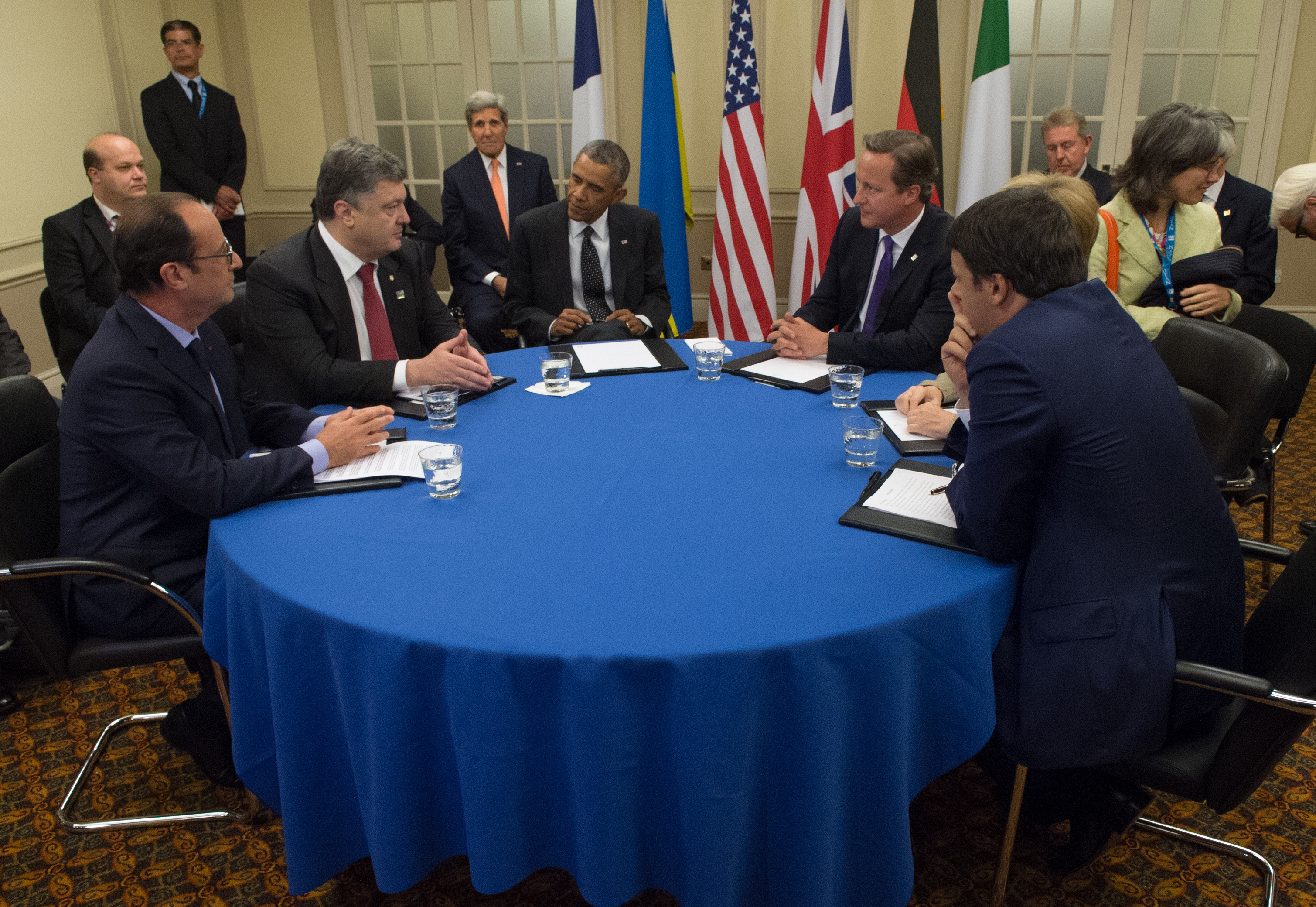
NATO首脳会談でウクライナ大統領のペトロ・ポロシェンコがアメリカ大統領のバラク・オバマや他の西側諸国指導者と会談する様子（2014年9月4日）

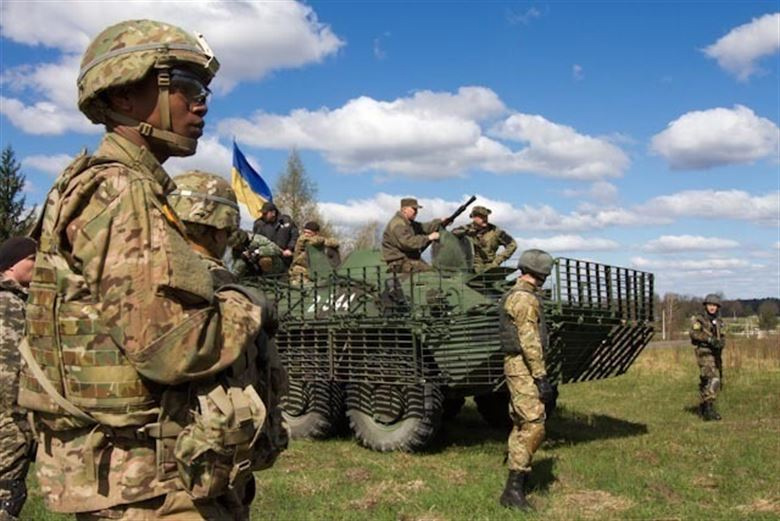
ヤーヴォリウ近郊で「恐れを知らぬ守護者（Fearless Guardian）」作戦実行中のアメリカ空挺部隊とウクライナ国家親衛隊

 北大西洋条約機構 - 北大西洋条約機構（NATO）は2014年8月にドンバス戦争とクリミア危機に関する声明を発表した。声明によると、ロシアは「その行動から注意をそら」させようとしており、「事実の間違った解釈に基づいてNATOに対する一連の非難を行なった」のみならず「ウクライナ当局の正当性に根拠のない攻撃を行い、ウクライナ領土の一部を占拠するために武力を行使した」と述べた。8月22日のロシアによる人道的支援車両部隊（humanitarian convoy）の無許可入国を受けて、NATO事務総長のアンダース・フォグ・ラスムッセンはこの事件が「ロシア自身で作り上げていて燃料を供給し続けており、同地域の危機を深めるだけである。国際的な人道主義の無視は、援助車列の真の目的が民間人を支援することなのか武装した分離主義者に補給することなのか、という疑問が生じてしまう」と述べた。8月下旬、NATO司令官達は会合を開き、ドンバスにおける軍事状況の評価を修正した。彼らはウクライナ政府の観点からは戦争は既に負けだと発言した。ドネツィク州南部における8月下旬の攻勢は、クリミアに至るロシアの地上ルートを作るために使用され、半島の違法併合を確固たるものにすることができると予想された。NATO司令官のフィリップ・ブリードラブは9月20日、ミンスク議定書の一環で実行された停戦は「名ばかりの停戦」だと述べ、兵士と装備が国境を越えてドンバスに自由に流入することを許したとしてロシアを批判した。
 ロシア連邦 - ロシア外務省はあらゆる諸問題でロシア政府を「非難」するウクライナ当局に反論し「ウクライナ市民はあらゆる質問に対してキエフ（ウクライナ政府）から明確な答えを得たいと考えている。これらの法的主張に耳を傾ける時間である」と述べた。また、ウクライナ東部と南部の事態を「注意深く観察している」と述べ、ウクライナを連邦に変える「真の憲法改正」を再び要請した。4月7日の『ガーディアン』紙に掲載された意見記事で、ロシア外相のセルゲイ・ラブロフはウクライナを不安定化させた犯人はロシアではなく欧米であり「ロシアはウクライナの早期安定を促進すべく全力を尽くしている」と書いた。ロシア外務省は、ドネツィクへの武力侵略に対するキエフによる「犯罪的指令」に厳しい非難を発した。「クーデターの結果として自らを自称したキエフ当局は、抗議行動の暴力的な軍事弾圧に乗り出した」として「自国民に対する戦争を直ちに止めること」を要求した。ロシア大統領のウラジーミル・プーチンは、ドネツク人民共和国とルガンスク人民共和国が支配する都市の包囲を第二次世界大戦中のレニングラード包囲戦と比較して「悲しいことだが、それは私に第二次世界大戦を思い出させる。あの時はドイツのファシスト勢力がレニングラードなど我々の都市を包囲して、人口多い地域とその住民を砲撃した」と述べた。
 アメリカ合衆国 - 2014年4月7日、アメリカ国務長官のジョン・ケリーはこの事件は「自発的ではないように思えた」と発言し、ロシア側の交渉相手であるセルゲイ・ラブロフに電話で「分離主義者、破壊活動する者、扇動工作員の活動を公に否定する」よう要請した。アメリカ国家安全保障会議の報道官は、分離主義者がロシアの支援を受けているようだと指摘した。彼女は声明で「我々は、ロシアで称されている併合以前のクリミアで同様のいわゆる抗議活動を見た」と述べ、「我々はプーチン大統領と彼の政府にウクライナを情勢不安にする全ての取り組みを中止するよう要請し、またこれ以上の軍事介入に対して警告する」と付け加えた。当時駐ウクライナ大使だったジェフリー・R・ピャットは、親露の反政府勢力を「テロリスト」と特徴付けた。合衆国政府は、反政府勢力に対抗するウクライナ政府の戦闘を支援するためウクライナに軍事顧問を派遣している。4月にアメリカ国防総省は700万ドルの非致死軍事装備をウクライナ軍に出荷した。さらに800万ドルの援助パッケージ計画が2014年8月1日に発表された。同日、国防総省はウクライナ国家親衛隊の訓練を支援する1,900万ドルの援助パッケージを提案した。この提案は議会の承認を必要とし、2015年に発効予定となった。7月には、国防総省の戦略および政策の専門家グループがウクライナ政府の軍事需要を評価するためキエフを訪問することが発表された。 2014年9月8日の『ニューヨーク・タイムズ』は、最初の非致死的援助パッケージの一部だけが実際にウクライナに到着したと報じた。この報道は遅延の理由として同地域の戦闘激化をもたらすことへの懸念を挙げているが、2014年9月13日の『グローブ・アンド・メール』の報道では、ウクライナ当局者の腐敗による販売可能な機器の転用に関する懸念によって、アメリカおよびカナダ（後者は2億ドル）の軍事援助パッケージが遅れることを示す様々な資料が挙げられた 2015年3月11日、合衆国政府はウクライナに追加で7,500万ドル相当の非致死的援助を送ると述べた。 2016年3月、アメリカ国務次官補のビクトリア・ヌーランドは合計2億6600万ドルがウクライナへの非致死的援助に費やされたと発表し、また約1,200人のウクライナ兵士と750人の国家親衛隊がアメリカ軍人による訓練を受けたと発言した。
 ウクライナ - ウクライナ兵19人がロケット砲撃で殺害された後に大統領のペトロ・ポロシェンコは、親露派分離主義者に対して復讐を誓い、「同武装勢力は我々の兵士それぞれの命に対して数百の命で贖ってもらうことになる。責任を免れるテロリストなど1人も存在しないだろう」と語った。

### ウクライナの世論

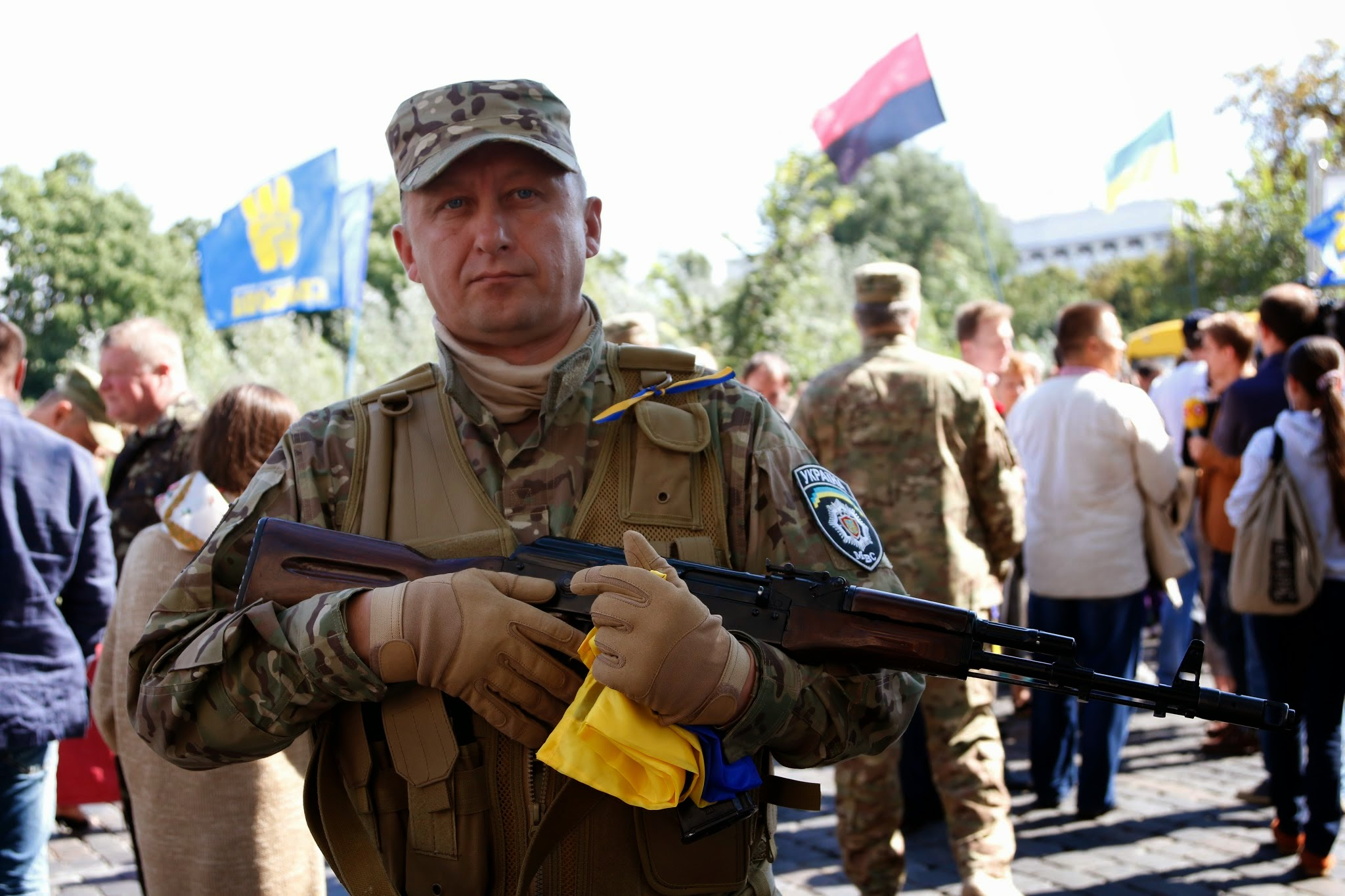
キエフ住民と全ウクライナ連合「自由」党とで設立したシッヒ大隊の兵士（2014年8月26日）

2014年9月12-25日にかけて、アメリカのシンクタンクである共和党国際研究所により、ロシアに併合されたクリミアを除くウクライナ国民の世論調査が実施された。投票者の89%がロシアのウクライナ介入に反対した。地域別に分けると、ウクライナ東部（ドニプロペトロウシク州を含む）では78 %が介入に反対し、ウクライナ南部では89 %、ウクライナ中部では93 %、ウクライナ西部では99 %が反対した。母国語で分けると、ロシア語話者の79 %とウクライナ語話者の95 %が介入に反対した。世論の80%が「ウクライナは単一国家であり続けるべき」との回答だった。世論の56 %は「ドンバス再建のためにロシアが補償すべき」と答えたが、32 %は「ドネツィク州とルハーンシク州が支払うべき」と答えた。世論の59 %が「ドンバスにおける政府の軍事作戦を支持する」と回答し、33 %が反対と答えた。回答者の73 %は、ドンバス戦争はウクライナが直面している三大重要問題の1つだと答えた。
2017年に同研究所が実施した世論調査では、ウクライナ人の圧倒的多数が「ドネツク・ルガンスクの両人民共和国はウクライナの一部として残るべき」だと考えていることが示された。この調査では、ウクライナ政府が支配しているドンバス地域からの回答者サンプルが多く含まれ、その過半数は「地域全体がウクライナに残って欲しい」との希望を口にした。この調査結果では、国内ウクライナ人の80 %およびドネツィク州やルハーンシク州に住む人々の73 %が両人民共和国の支配域も「ウクライナの一部であり続けるべき」だと支持していることが示された。世論の約60%は、ミンスク議定書が原因でウクライナが失われた領土を取り戻すための十分な行動ができなくなっていると考えていた。

### 紛争の位置づけ
ドンバスにおける紛争の性質理解は、時間の経過とともに変化している。
NATOは2014年7月、この紛争をロシア非正規軍との戦争だと考えていると語り、他はロシアの代理者とウクライナ間の戦争だと考えた。赤十字国際委員会は2014年7月、ドンバス地域での出来事を「国際間ではない武力紛争」と表現した。イタルタス通信やロイターなど一部の通信社は、この状況をウクライナが「内戦」状態にあることを意味するものと解釈した。2014年8月のロシア軍による侵攻を受けて、アムネスティ・インターナショナルは2014年9月初頭にそれが「非国際」とは逆で「国際的」な戦争と思われると述べた。同事務総長のサリル・シェティは「衛星画像、ウクライナ国内で捕らえられたロシア軍の報告、国境を越えていくロシア軍や軍事車両の目撃証言を合わせると、これが今や国際的な武力紛争であることは間違いない」と発言した。この紛争は、ロシアによって展開されたウクライナに対する「ハイブリッド戦争」の一部といった分類もされている。
2015年初頭まで、欧州連合（EU）は紛争の参加者を「外国の武装勢力」またはロシアが支援する分離主義者であるとレッテル貼りする傾向があった。2015年1月末までに統合情勢センターのまとめた報告書が配られた後、EU公式文書は公然と彼らを「ウクライナにいるロシア軍」と位置付けるようになった。
英国王立防衛安全保障研究所によって発表された2015年の論文およびランド研究所による2017年の報告書は、この紛争が初期の局所的な代理紛争からどのようにロシアとウクライナ間のハイブリッド戦争へと進化し、その後2014年8月にロシア軍による直接侵攻という限られた従来の戦争になったのかを文書化したものである。
2014年6月にウクライナ最高議会議長のオレクサンドル・トゥルチノフは、この紛争をロシアとの直接戦争と考えていると発言した。ウクライナ大統領のペトロ・ポロシェンコによると、この戦争はウクライナ史における「愛国戦争」として知られることになるはずだという。
ロシアの世論調査機関であるVTSIOMが2014年8月に行った調査によると、回答したロシア市民の59%がドンバス戦争を内戦だと見なしている。回答者の大半がウクライナとの直接戦争は「絶対ありえない」または「極めて可能性が低い」と述べた。28%は将来このような紛争が起こりうると述べた。
アンドレアス・ウムランドは、「最初から紛争にロシア人が明らかに関与していたにもかかわらず、ロシアとウクライナの国家間戦争ではなく、今日までウクライナ国内での内戦として人々に処理されている」とし、「内戦としてのドンバス戦争の概念化」は2014年から2022年にかけてのドンバスにおける戦闘の開始や経過の重要な側面を捉えられていないとした。